# Цирры

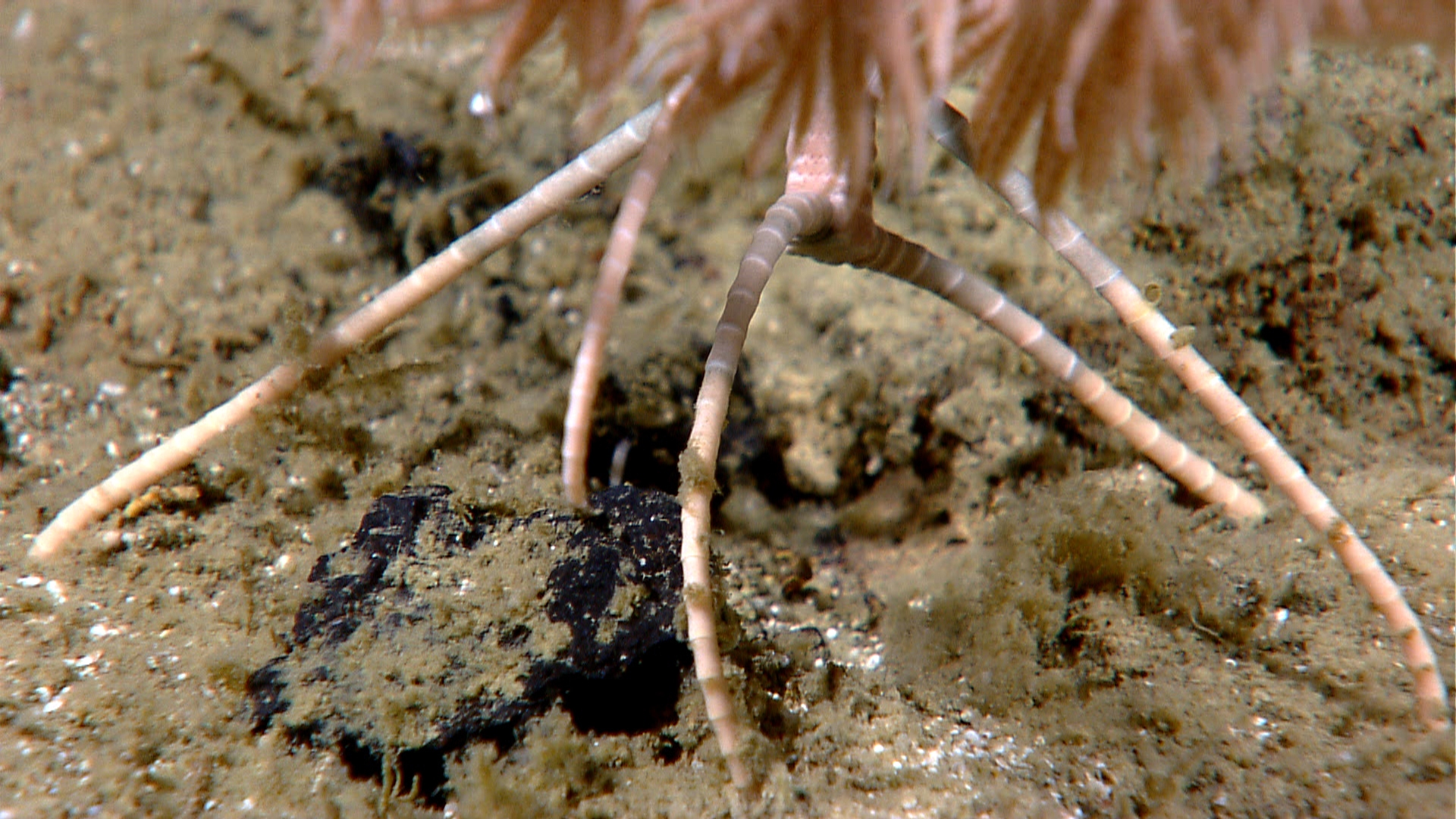
Цирры криноидеи

Цирры (лат. Cirri) в биологии — придатки тела криноидей, инфузорий, полихет и ланцетников.
Цирры у криноидеи расположены с нижней стороны, с их помощью криноидея закрепляется на грунте или ветках кораллов. Криноидеи могут перемещаться по дну, двигая циррами как лапками.
У инфузорий цирры представляют собой производные ресничек, негибкие упругие образования эктоплазмического происхождения. По химическим свойствам ничем не отличаются от ресничек. Из цирр состоит адоральный ряд Aspirotricha от переднего конца тела до ротового отверстия. Наиболее развиты цирры у нижнересничной инфузории (Infusoria hypotricha). Также циррами называются крючья, происходящие от скопления склеенных ресничек, винтообразно закрученных, с загнутым концом. Крючки-цирры используются для хождения по разным поверхностям.
Цирры полихет — нитевидные, чёткообразные или конические образования. Располагаются у основания на сегментах тела, у основания брюшных бугорков или на головной лопасти.
Усиковидные образования вокруг рта ланцетника тоже называются циррами.
Цирры — чувствительные усики расположенные с обеих сторон каждой присоски у плавниковых осьминогов, от них и образовано латинское название таксона.